# Lolodorf
Lolodorf – miasto w Kamerunie, w Regionie Południowym. Liczy około 23,4 tys. mieszkańców.